# Poilly-sur-Tholon
Poilly-sur-Tholon ist eine französische Gemeinde mit 670 Einwohnern (Stand: 1. Januar 2022) im Département Yonne in der Region Bourgogne-Franche-Comté; sie gehört zum Arrondissement Auxerre und zum Kanton Charny Orée de Puisaye. Die Bewohner werden Pollyaciens und Pollyaciennes genannt.

## Geographie
Poilly-sur-Tholon liegt etwa 15 Kilometer nordwestlich von Auxerre. Das Gemeindegebiet wird jedoch nicht – wie es der Name vermuten lässt – vom Fluss Tholon tangiert, sondern vom parallel verlaufenden Ravillon. Umgeben wird Poilly-sur-Tholon von den Nachbargemeinden Valravillon (zuvor: Laduz) im Norden, Fleury-la-Vallée im Osten und Nordosten, Charbuy im Südosten, Lindry im Süden und Südosten, Égleny im Süden und Südwesten, Saint-Maurice-le-Vieil und Saint-Maurice-Thizouaille im Südwesten, Chassy im Westen sowie Montholon (zuvor: Aillant-sur-Tholon) im Westen und Nordwesten.

## Bevölkerungsentwicklung

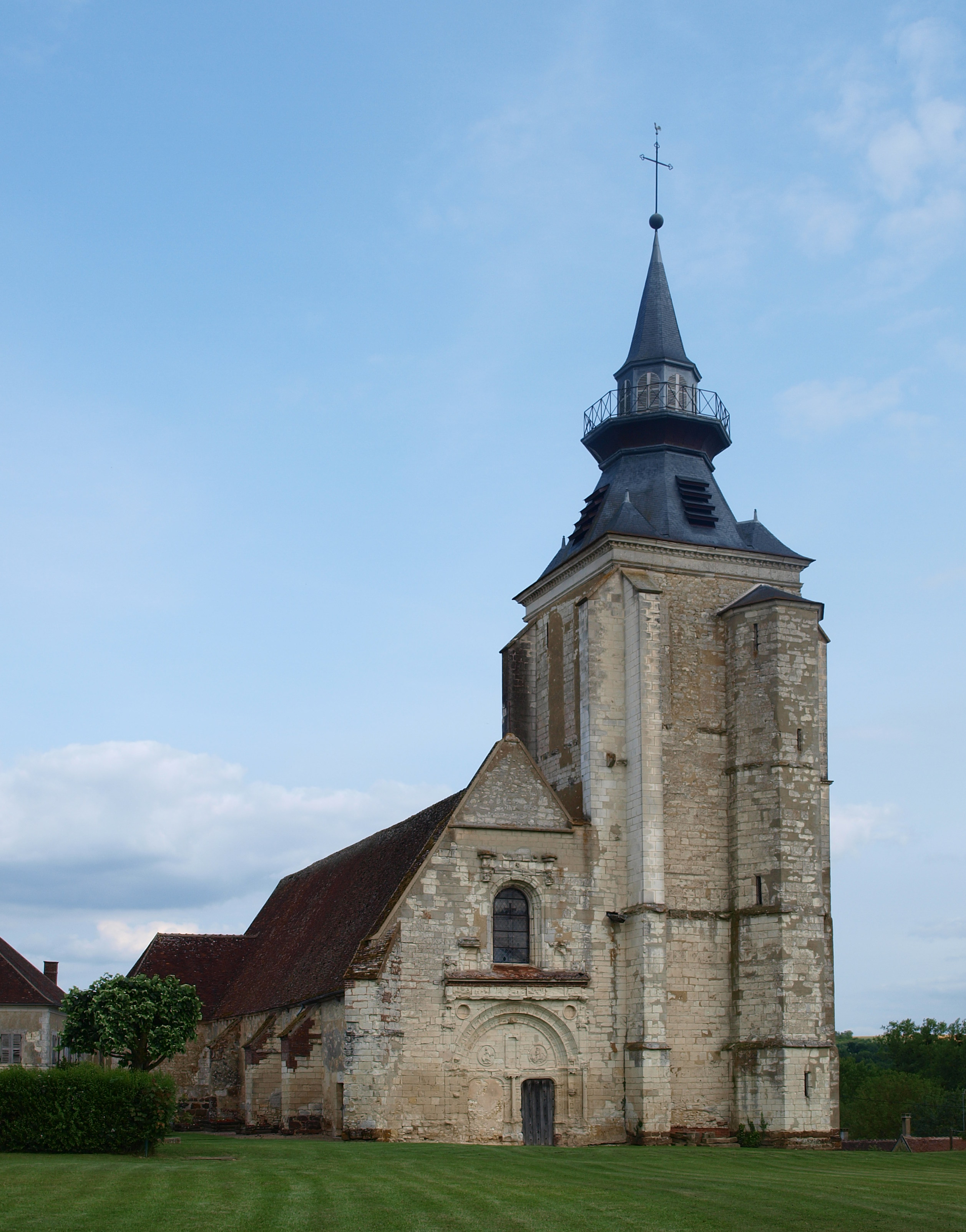
Kirche Saint-Germain-l’Auxerrois

| Jahr                       | 1962 | 1968 | 1975 | 1982 | 1990 | 1999 | 2006 | 2013 | 2020 |
| Einwohner                  | 542  | 526  | 491  | 565  | 581  | 594  | 683  | 714  | 675  |
| Quellen: Cassini und INSEE |      |      |      |      |      |      |      |      |      |

## Sehenswürdigkeiten
- Kirche Saint-Germain-l’Auxerrois, seit 2023 als Monument historique eingeschrieben

## Persönlichkeiten
- Edme Pourchot (auch: Purchotius, 1651–1734), Philosoph und Rektor der Université Paris